# Batalha das Colinas de Seelow
A Batalha das Colinas de Seelow (em alemão: Schlacht um die "Seelower Höhen") foi parte da Ofensiva Estratégica de Berlim (16 de abril – 2 de maio de 1945); foi um dos últimos grandes ataques contra posições fortificadas da Segunda Guerra Mundial. Foram exatos três dias de luta continua, de 16 até 19 de abril de 1945. Mais de um milhão de soldados soviéticos (com o apoio de 78 556 soldados poloneses), comandados pelo Marechal Gueorgui Júkov, atacaram repetidamente a região chamada de "Portão de Berlim". Cerca de 110 mil soldados alemães do 9º Exército, comandados pelo General Theodor Busse, estavam na defesa da região.
Esta batalha é lembrada como parte da Batalha de Oder-Neisse. Seelower Höhen foi o local onde a luta foi mais árdua e sangrenta, mas foi apenas um dos vários locais as margens dos rios Oder e Neisse a serem atacados pelos russos. A Batalha de Oder-Neisse foi apenas o começo da luta por Berlim.
O resultado desta batalha foi o cerco completo do 9º Exército que desenrolaria na batalha de Halbe.